# Luis Godoy
Luis Leonardo Godoy Pizarro (La Ligua, Región de Valparaíso, Chile, 14 de mayo de 1978) es un exfutbolista chileno, se desempeñaba  en la posición de arquero y su último club fue Deportes Antofagasta.

## Carrera
Godoy emigra a Calama en el año 1994 a la edad de 15 años, donde queda en las categorías inferiores de Cobreloa. Comenzó su carrera jugando para Cobreloa el año 1994 y se mantuvo hasta el 2001.
En el 2002 se marcha a préstamo a Deportes Ovalle.
En el año 2003 parte a préstamo a Deportes La Serena, en ese mismo año logra el ascenso a Primera División.
A principios del 2004 vuelve a Cobreloa, donde se proclama campeón del Torneo Clausura 2004.
A principios del 2005 parte a Deportes Antofagasta. En esa temporada logra ascender a una fecha del término del Campeonato, siendo uno de los jugadores más destacados. En ese año, logra un récord histórico en la Primera B al estar 924 minutos sin recibir un gol, se mantiene hasta el año 2006.
El 2007 lo juega en Cobreloa.
A principios del año 2008 firmó contrato con Cobresal.
En 2009 firma por Unión La Calera. 
En 2010 vuelve a Deportes Antofagasta, al año siguiente logra su segundo ascenso a Primera División con el "CDA". 
En 2014 anuncia su retiro del fútbol tras no renovar su contrato con Deportes Antofagasta. 
Es considerado uno de los referentes de Deportes Antofagasta, donde estuvo por 7 temporadas, logrando dos ascensos a Primera División y un récord de imbatibilidad.

## Clubes
| Club                 | País  | Año       |
| -------------------- | ----- | --------- |
| Cobreloa             | Chile | 1996-2001 |
| Deportes Ovalle      | Chile | 2002      |
| Deportes La Serena   | Chile | 2003      |
| Cobreloa             | Chile | 2004      |
| Deportes Antofagasta | Chile | 2005-2006 |
| Cobreloa             | Chile | 2007      |
| Cobresal             | Chile | 2008      |
| Unión La Calera      | Chile | 2009      |
| Deportes Antofagasta | Chile | 2010-2014 |

## Palmarés

### Campeonatos nacionales
| Título           | Club                 | País  | Año    |
| ---------------- | -------------------- | ----- | ------ |
| Primera División | Cobreloa             | Chile | 2004-C |
| Primera B        | Deportes Antofagasta | Chile | 2011   |